# 821
Năm 821 là một năm trong lịch Julius.